# Fabronia ciliaris
Fabronia ciliaris là một loài Rêu trong họ Fabroniaceae. Loài này được (Brid.) Brid. miêu tả khoa học đầu tiên năm 1827.